# Железнодорожный транспорт в Германии

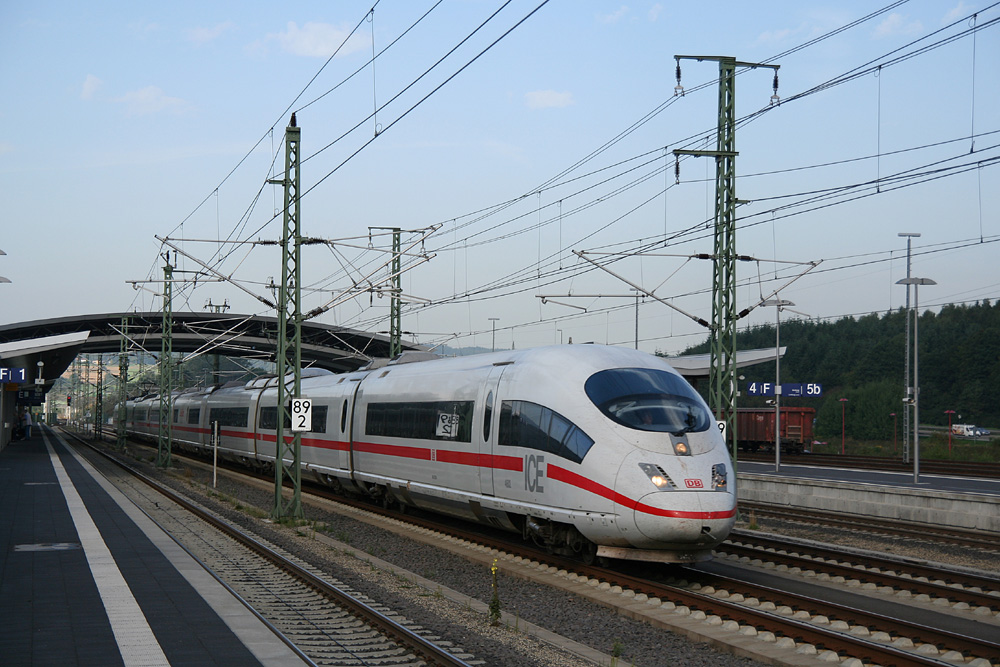
Скоростной поезд Intercity-Express 3 на станции Монтабаур

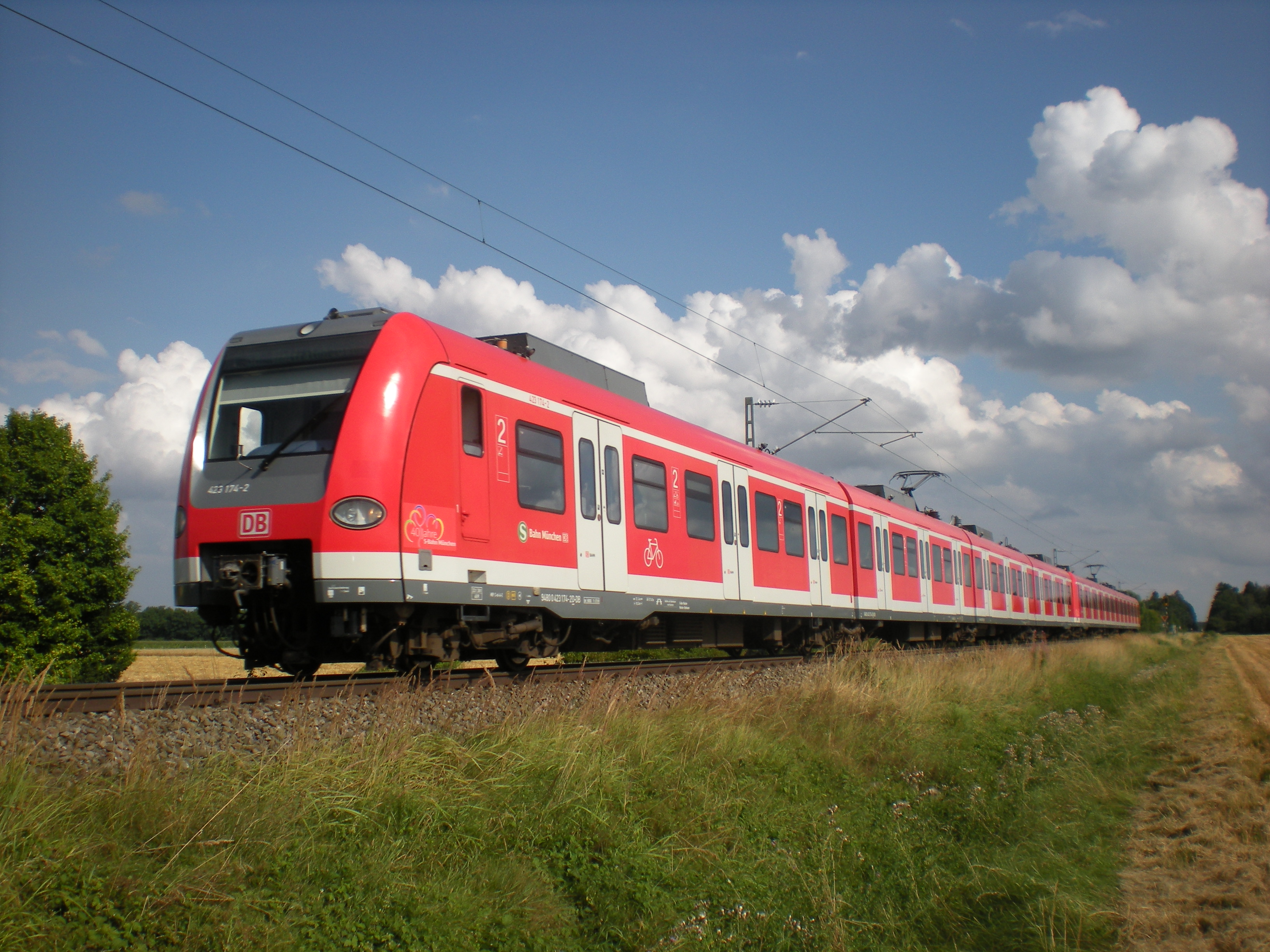
Пригородный электропоезд DB-Baureihe 423 на перегоне Хоэнбрунн —
Вехтерхоф в Баварии

Железнодорожный транспорт в Германии — крупнейшая в Центральной Европе железнодорожная сеть. По состоянию на 2015 год, эксплуатационная протяжённость путей составляет 33,3 тысячи километров, 19 983 км из них электрифицированы. Основным оператором является компания «Deutsche Bahn». Её подвижной состав насчитывает более 4000 локомотивов, 12 000 моторвагонных составов и почти 19 000 вагонов. Ежегодно железные дороги Германии перевозят более 2 миллиардов пассажиров и 267,9 млн тонн грузов. Также есть частные компании, одна из крупнейших это FlixTrain.
Первым немецким городом, где начала действовать железная дорога, был Нюрнберг (1835). С историей немецких железных дорог можно ознакомиться в Нюрнбергском музее транспорта и его филиалах.

## Структура

Схема железных дорог Германии по состоянию на 2010 год.
Линии InterCity-Express
Линии InterCity и EuroCity
Прочие

Железнодорожный транспорт Германии управляется компанией «Deutsche Bahn» (DB), помимо которой на сети работают ещё около 1500 более мелких частных организаций. DB имеет множество дочерних предприятий, в том числе: 
- S-Bahn — городской внеуличный транспорт;
- DB Regio — пригородные перевозки;
- DB Fernverkehr — поезда дальнего следования: высокоскоростные Intercity-Express, межрегиональные Intercity[нем.], международные EuroCity и ночные EuroNight;
- DB Cargo — грузоперевозки;
- DB Netze — дирекция инфраструктуры включает в себя:

- DB Netze Track — железнодорожные пути;
- DB Station&Service — пассажирские станции и вокзалы;
- DB Energie — электроснабжение.

Пригородные и межрегиональные железнодорожные перевозки осуществляют также частные компании, например, NordWestBahn, Metronom Eisenbahngesellschaft (и её дочерняя компания Enno) и National Express Holding. Убытки компаний от пригородных перевозок частично компенсируются за счёт субсидий из бюджетов федеральных земель Германии. Однако главная финансовая поддержка деятельности пригородного пассажирского комплекса оказывается из федерального бюджета, средствами из которого обеспечивается 55-75 % дохода перевозчиков. Эти меры способствуют росту пассажирооборота, который в период с 2000 по 2014 года увеличился на 36 %. Подвижность населения в пригородном железнодорожном сообщении составляет 30 поездок в год на человека, что превышает аналогичный показатель для России в 5 раз. При этом доля DB Regio на рынке пригородных перевозок в общем объёме выполненной поездо-километровой работы сокращается. С 2000 по 2014 год она снизилась с 94 % до 70 %.
В пяти немецких городах: Берлине, Мюнхене, Гамбурге, Франкфурте-на-Майне и Нюрнберге — имеются метрополитены. Их эксплуатация осуществляется муниципальными транспортными компаниями.

## Колея и электрификация
40 % железных дорог общего пользования в Германии не электрифицировано. Остальные электрифицированы переменным током частотой 16,7 Гц и напряжением 15 кВ. Такая же система электрификации используется в Швейцарии и Австрии, что облегчает железнодорожное сообщение с этими странами. Железные дороги других соседей Германии имеют отличные от немецкой системы электрификации.
В качестве основного стандарта ширины колеи принята европейская колея 1435 мм. В порту Засниц, откуда налажено грузовое паромное сообщение с портами Литвы и России (Клайпеда, Балтийск), имеются пути с русской колеёй 1520 мм. Метровую ширину колеи имеют трамвайные системы Германии (исключение составляет трамвай в Дрездене с шириной колеи 1450 мм) и узкоколейные железные дороги Harzer Schmalspurbahnen в горах Гарц. Также в Германии эксплуатируется ряд узкоколейных железных дорог с шириной колеи 900 и 750 мм. Широкую колею (1800 мм) имеет фуникулёр Обервайсбахер в Тюрингии.

## Сигнализация

### Светофорная/семафорная сигнализация

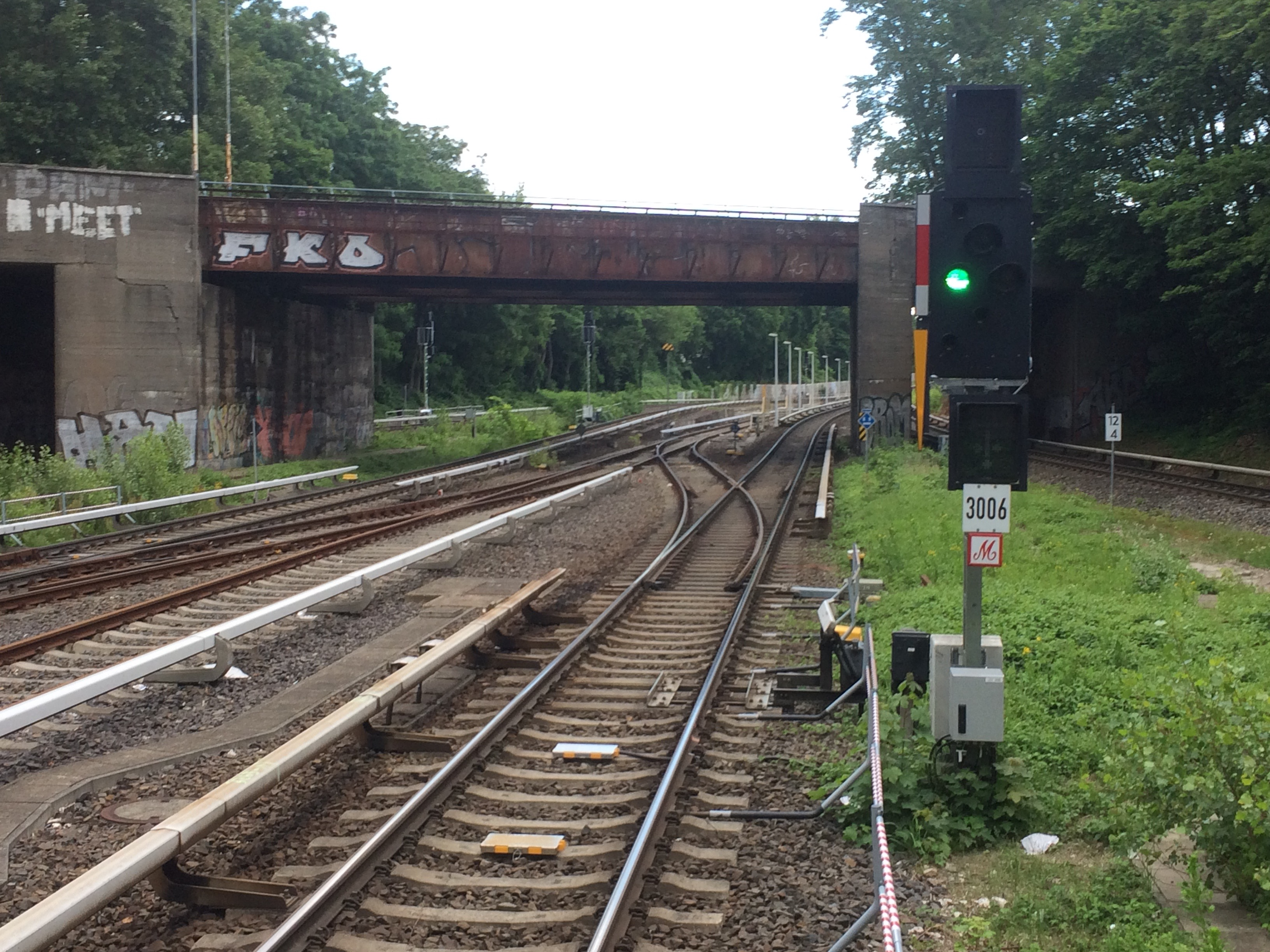
Проходной светофор и парные бализы на перегоне Берлин-Шарлоттенбург — Мессе-Зюд

На железных дорогах Германии применяются различные системы сигнализации, централизации, блокировки (СЦБ): Linienzugbeeinflussung (LZB), Европейская система управления движением поездов (ETCS) и другие. Назначение и правила технической эксплуатации устройств СЦБ закреплены в Инструкции по сигнализации на железных дорогах. Лишь на малодеятельных и музеефицированных участках системы автоблокировки не применяются. Машинист визуально следит за путевыми знаками. При реализации первого уровня ETCS перегон разделяется на блок-участки. Поезд и центр диспетчерского управления обмениваются информацией через бализы (индуктивные передатчики). Бализы соединены друг с другом, таким образом машинисту передаётся информация о свободности/занятости блок-участков, расположенных впереди. Эта информация отображается на пульте в кабине, а также на напольном светофоре/семафоре. По назначению сигнальные точки подразделяются на входные, предвходные, выходные и проходные.

#### Основные значения сигналов светофоров/семафоров
- Один или два красных огня / верхнее крыло в горизонтальном положении — Стой! Запрещается проезжать сигнал;
- Два жёлтых огня / жёлтый диск — разрешается движение с готовностью остановиться; следующая сигнальная точка закрыта. Сигнал подаётся на расстоянии не меньше тормозного пути поезда до запрещающего сигнала;
- Один или два зелёных огня / верхнее крыло поднято под углом 135° — разрешается движение с установленной скоростью; следующая сигнальная точка открыта:
- Жёлтый и зелёный огонь / оба крыла подняты под углом 135° — разрешается проследование сигнальной точки с уменьшенной скоростью; поезд следует с отклонением по стрелочному переводу; следующая сигнальная точка открыта[12];
- Один белый мигающий огонь или три белых огня — неисправность устройств СЦБ, разрешается проследование светофора только после получения разрешения от диспетчера[13].

### Бессветофорная сигнализация
Второй и третий уровни ETCS не требуют наличия проходных сигнальных точек. Обмен информацией между подвижным составом, устройствами централизации и центром диспетчерского управления осуществляется по двустороннему цифровому радиоканалу стандарта GSM-R. Бализы служат для передачи бортовому компьютеру данных о местоположении поезда. В центре радиоблокировки осуществляется сравнение поступивших данных с плановым графиком движения поезда. Результаты сравнения по сети цифровой радиосвязи передаются машинисту, на основании которых он принимает решение по управлению поездом. Таким образом достигается автоматизация процесса управления движением поездов. Поезд запрашивает разрешение на движение через фиксированные промежутки времени. Для контроля освобождения блок-участка, то есть проследования поезда в полном составе, применяются рельсовые цепи или устройства счёта колёсных пар. Непрерывный обмен данными с центром радиоблокировки позволяет сократить интервал попутного следования и увеличить пропускную способность. Третий уровень ETCS находится ещё в стадии проектирования, он предполагает установку на поезд системы контроля целостности состава, что позволит полностью отказаться от рельсовых цепей.

## История

### Предыстория
Прародителем железных дорог на территории современной Германии стала 30-километровая сеть деревянных рельсовых дорог на конной тяге, построенная для нужд Рурского угольного бассейна в 1787 году. В 1816 году на Королевском литейном заводе в Берлине был построен первый немецкий паровоз. После проведения ходовых испытаний он был отправлен в Верхнюю Силезию, где должен был участвовать в вывозной работе с угольных шахт близ города Кёнигсхютте (ныне Хожув). Первоначально спроектированная для эксплуатации на деревянных путях экипажная часть локомотива была переоборудована под металлические рельсы, однако выяснившиеся после транспортировки конструкционные недостатки не позволили паровозу поступить в регулярную эксплуатацию, и впоследствии он был списан.

### Ранний период

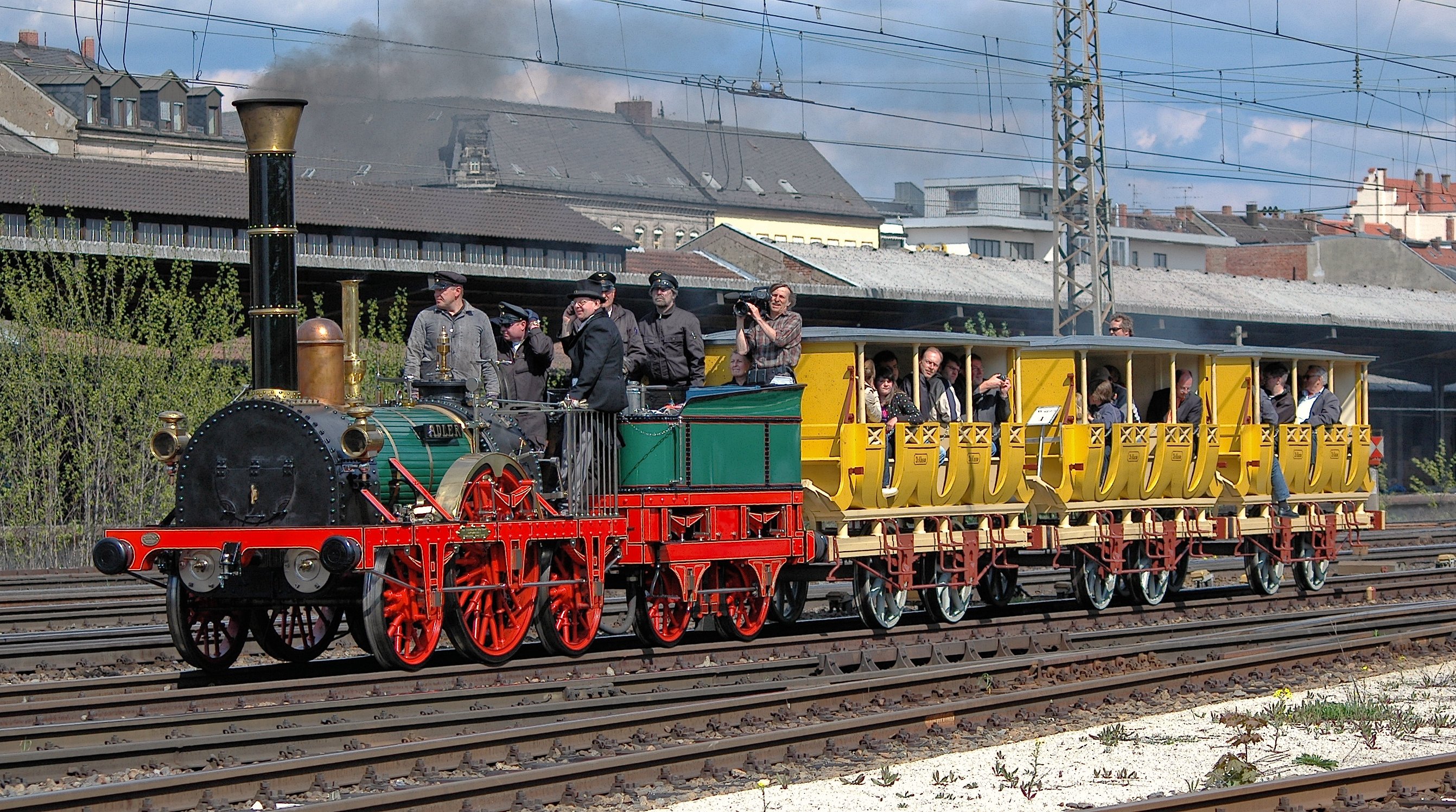
Реконструкция пассажирского поезда с паровозом «Адлер»

Эпоха железнодорожного транспорта в Германии началась в 1834 году со строительством 6-километровой линии Нюрнберг — Фюрт в Баварии, для которой в Великобритании был закуплен паровоз «Адлер». По дороге ходили пассажирские и грузовые поезда. В первые годы из-за дороговизны импортируемого из Саксонии угля использование паровоза было ограничено, активно продолжала применяться конная тяга. С дальнейшим развитием железных дорог на землях Германии историческая ветка Нюрнберг — Фюрт не была интегрирована в общую сеть, оказалась изолированной и просуществовала до 1922 года.
Первой межрегиональной железной дорогой в Германии стала построенная в 1839 году линия Лейпциг — Дрезден, протянувшаяся на 116 км. На последующие годы пришёлся период бурного развития железнодорожного транспорта. К 1845 году в Германии было построено более 2000 км железных дорог, к 1855 году протяжённость стальных магистралей превысила уже 8000 км. Однако многочисленные железнодорожные линии в те годы в основном не образовывали единой сети, а представляли отдельные, изолированные друг от друга участки, так как строились разными частными компаниями. Железные дороги появились во всех крупных немецких городах. Поезда начали курсировать между Магдебургом и Лейпцигом, Кёльном и бельгийским Антверпеном (первая международная магистраль), Мангеймом и швейцарским Базелем, Кёльном, Ганновером и Минденом. Крупным железнодорожным узлом становился Берлин, откуда железные дороги шли в Магдебург, Кётен, Франкфурт-на-Одере и Лерте. Последний также стал узлом, откуда железнодорожные линии расходились в Гамбург, Кёльн и Хильдесхайм. Прямая железная дорога, связавшая крупнейшие немецкие города — Берлин и Гамбург, открылась 1846 году. Её протяжённость составила 268 км. Поезда также связывали центры с пригородами: Берлин с Потсдамом, Дюссельдорф с Эркратом, Брауншвейг с Вольфенбюттелем.

### Германская империя

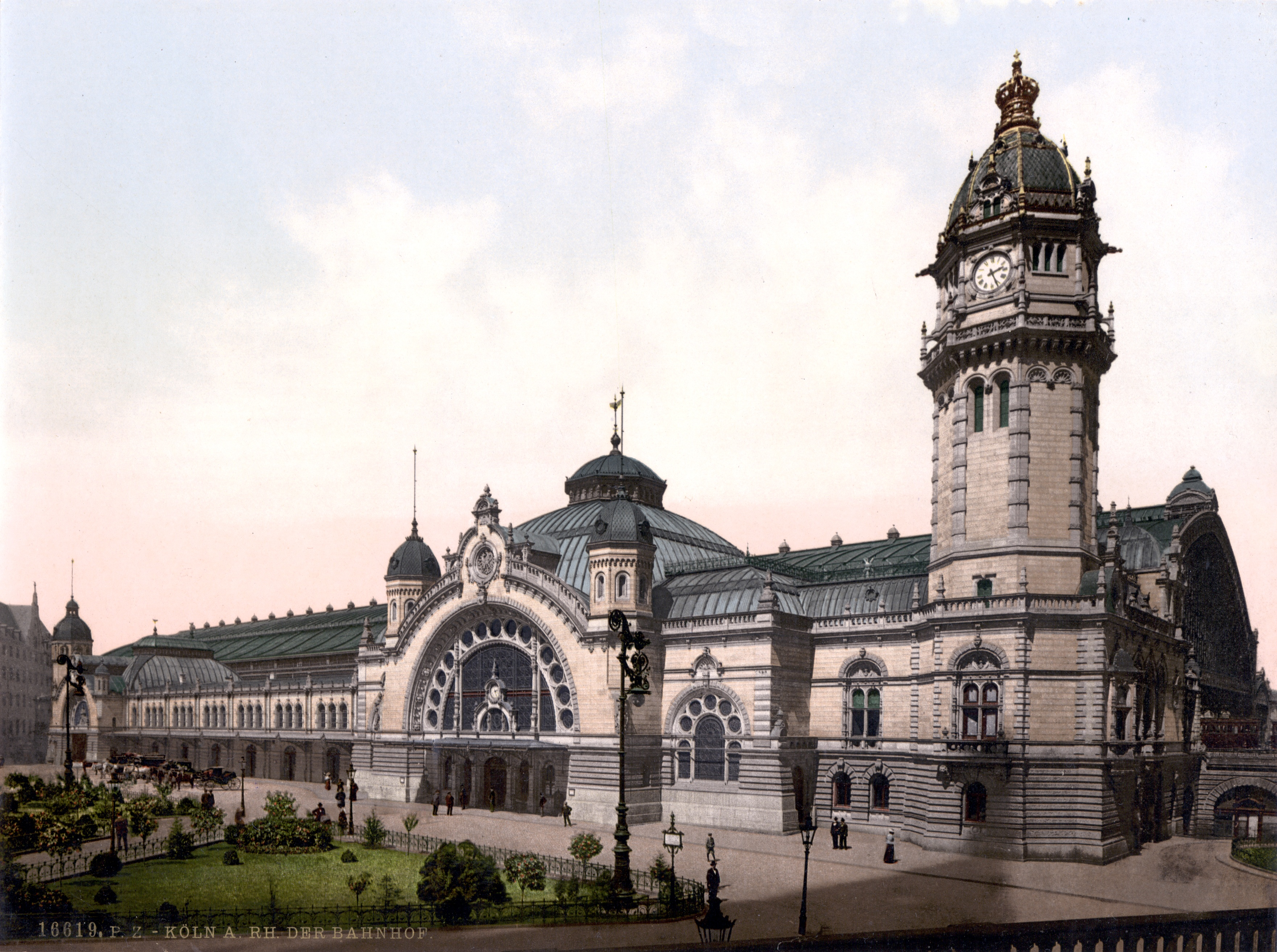
Центральный вокзал Кёльна в 1900 году

В 1871 году немецкие земли объединились, и была образована Германская империя. Объединение послужило мощным толчком к развитию железнодорожного транспорта по всей стране. Многочисленные железнодорожные компании были национализированы. Строительством железных дорог стало централизованно заниматься государство. К 1880 году подвижной состав немецких железных дорог уже насчитывал 9400 паровозов, возводились большие железнодорожные вокзалы в Кёльне, Берлине, Мюнхене и других крупнейших городах. Здания вокзалов часто строились в стиле модерн. Стратегическое значение железных дорог признали военные. Поезда активно использовались для переброски войск в годы объединительных войн (1864-1871) и во время Первой мировой войны (1914-1918).
В 1920-х годах стал бурно развиваться автомобильный транспорт. Машины начали конкурировать с железной дорогой, остававшейся до этого времени фактически монополистом в сфере перевозок, поскольку единственной альтернативой был гужевой транспорт. Серьёзная конкуренция вынудила железнодорожников сделать упор на комфорт пассажиров. Развитие паровозостроения позволило поездам развивать скорости до 90-120 км/ч.

### Нацистская Германия

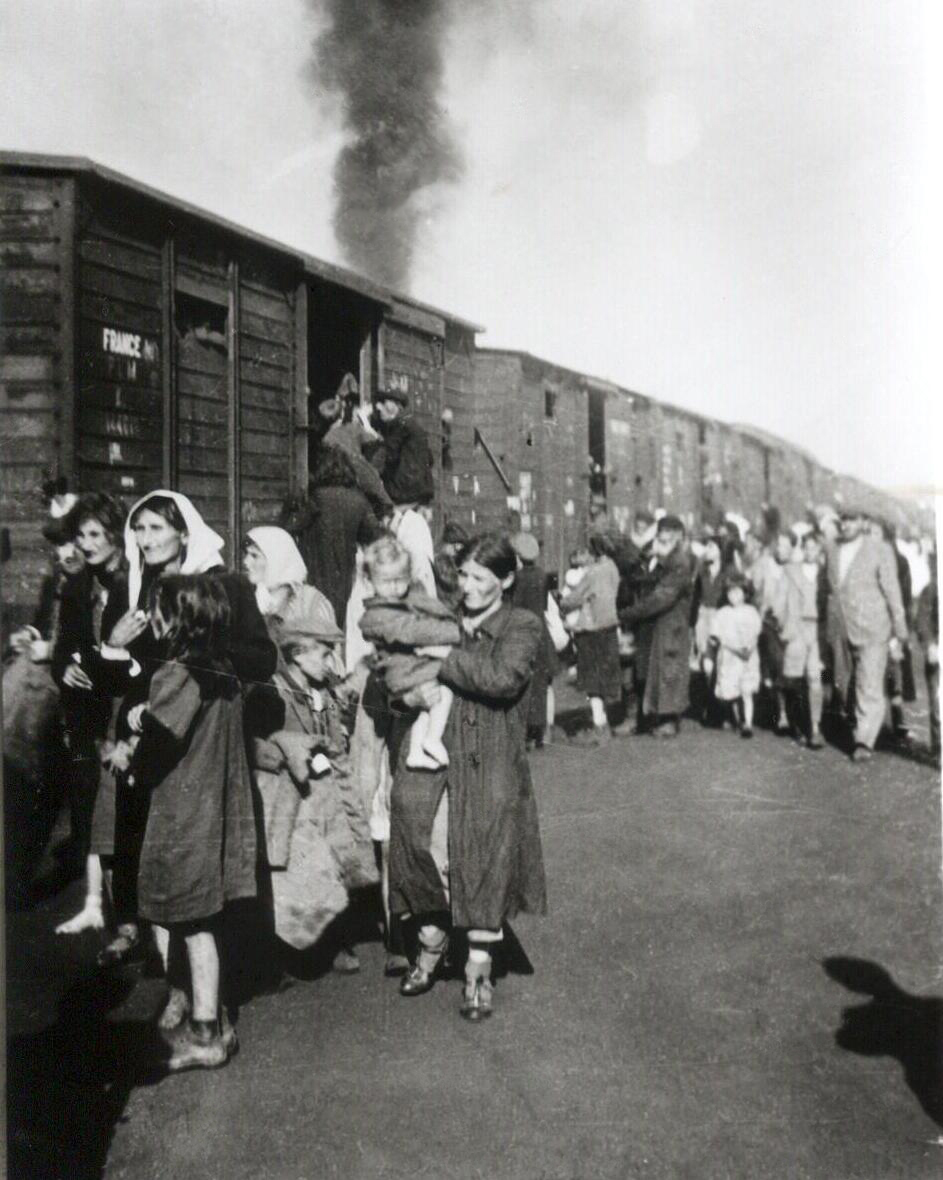
Депортация польских евреев из гетто в Седльце в концлагерь Треблинка

В годы Второй мировой войны железные дороги играли важнейшую роль в переброске войск и военной техники. У Вермахта на вооружении стояли несколько бронепоездов. Адольф Гитлер имел свой собственный поезд и использовал его как передвижной командный пункт. С 1933 по 1941 год в нацистской Германии и оккупированных ею территориях была сформирована развитая сеть концентрационных лагерей и гетто, к которым непосредственно были организованы подъездные пути. За время Холокоста более трёх миллионов человек транспортировались в переполненных, неотапливаемых вагонах к месту
заключения. Многие погибали от жажды и удушья ещё по дороге.

### Послевоенный период
С 1945 по 1949 год железные дороги Германии управлялись военными администрациями союзников. Несмотря на значительные разрушения, железнодорожная инфраструктура восстанавливалась быстрыми темпами. В 1949 году на территории советской оккупационной зоны была образована Германская Демократическая Республика, на месте трёх других оккупационных зон появилась Федеративная Республика Германии. Железнодорожная сеть оказалась разделена государственной границей. Движение по приграничным перегонам 47 линий было прекращено. Во второй половине 1950-х годов началась электрификация. В 1960 году в ФРГ эксплуатировалось уже 1000 электровозов и 1000 тепловозов. Паровозы работали на железных дорогах западной Германии вплоть до 1977 года. В 1960-х железнодорожный транспорт столкнулся с серьёзной конкуренцией со стороны автомобильного транспорта в связи с активно развернувшимся автодорожным строительством, а также растущей доступностью автомобиля. Помимо пассажиропотока сократились объёмы перевозок сыпучих грузов. В 1960-70-х годах из-за убыточности было закрыто большое количество железнодорожных линий (около 2000 станций и остановочных пунктов).
Иная ситуация складывалась в ГДР, где конкуренция с автомобильным транспортом была намного меньше. Железнодорожный транспорт занимал в лидирующую позицию в пассажиро- и грузоперевозках. Процесс электрификации железных дорог ГДР в период после Второй мировой войны сильно замедлился, из-за того, что необходимые для этого материалы и оборудование были отправлены в СССР по репарациям. Активная фаза электрификации основных магистралей началась только в 1950-х годах. Паровозы полностью были выведены из эксплуатации в 1988 году.
В 1994 году, вскоре после объединения Германии, железнодорожные компании ГДР и ФРГ — «Deutsche Reichsbahn» и «Deutsche Bundesbahn» соответственно, объединились и образовали корпорацию «Deutsche Bahn». Возобновилось движение поездов на участках, разделённых ранее границей.
В 1996 году была отменена монополия DB на железнодорожные перевозки. К 2016 году доля DB в пассажирских перевозках в пределах регионов сократилась до 67%, в грузовых на внутригерманском рынке — до 68,6%. На октябрь 2016 года в Германии было зарегистрировано 452 железнодорожных перевозчика, из них 20 межрегиональных.
3 июля 1998 года на линии Гамбург — Ганновер из-за лопнувшего бандажа скоростной поезд ICE сошёл с рельсов и врезался в опору моста. В результате крушения погиб 101 человек. Это самая крупная железнодорожная катастрофа в истории ФРГ (с 1949 года) и среди высокоскоростных поездов.
В 2013 был снят запрет на перевозку пассажиров в автобусах на расстояние более 50 км, и на рынок междугородных пассажирских перевозок вышли десятки автобусных компаний. Бесперебойность движения (сотрудники DB часто участвуют в забастовках) и дешевизна автобусов привели к тому, что пассажиропоток на железных дорогах упал на 20 %.